# Herrestads församling, Linköpings stift
Herrestads församling var en församling i Linköpings stift inom Svenska kyrkan i Vadstena kommun. Församlingen uppgick 2006  i Dals församling.
Församlingskyrka var Herrestads kyrka.

## Administrativ historik
Församlingen har medeltida ursprung. 
Församlingen var till 1938 moderförsamling i pastoratet Herrestad och Källstad. Från 1938 till 1962 var församlingen annexförsamling i pastoratet Örberga, Nässja, Herrestad och Källstad. Från 1962 till 1992 var församlingen annexförsamling i pastoratet Rogslösa, Väversunda, Örberga, Nässja, Herrestad, Källstad och Strå. Från 1992 till 2006 var församlingen annexförsamling i pastoratet Rogslösa, Väversunda, Örberga, Nässja, Herrestad och Källstad. Församlingen uppgick 2006  i Dals församling.
Församlingskod var 058406.

## Kyrkoherdar
Lista över kyrkoherdar i Herrestads församling. Prästbostaden hette Husberga och låg vid Herrestads kyrka.
| Ämbetstid | Namn                       | Levnadstid | Övrigt                                                    |
| --------- | -------------------------- | ---------- | --------------------------------------------------------- |
| 1208      | Petri                      |            |                                                           |
| 1350      | Thyrgillus                 | –1350      |                                                           |
| 1351      | Birgerus                   |            |                                                           |
| 1375–1384 | Anders                     |            | Prost i Skänninge.                                        |
| 1403–1405 | Birger                     |            |                                                           |
| 1432–1448 | Gudzercus Simonis          |            | Även kyrkoherde i Skänninge församling.                   |
| 1520–1538 | Marcus                     | –1532      |                                                           |
| 1539–1553 | Nicolaus Aeschilli         | –1570      | Senare kyrkoherde i Normlösa församling.                  |
| 1553      | Magnus Petri               | –1584      | Senare kyrkoherde i Västra Tollstads församling.          |
| 1569      | Haquinus                   |            |                                                           |
| 1578–1597 | Joannes Laurentii          | –1597      |                                                           |
| 1597      | Haquinus Johannis          |            | Utnämnd 1597. Var komminister i Linderås församling.      |
| 1598–1625 | Magnus Dyk                 | –1625      |                                                           |
| 1625–1652 | Andreas Jonæ Toglesander   | –1652      |                                                           |
| 1654–1664 | Magnus Svenonis Leuchander | –1680      | Senare hospitalspredikant i Vadstena hospitalsförsamling. |
| 1664–1673 | Magnus Wangelius           | 1612–1673  |                                                           |
| 1675–1706 | Ericus Rinman              | 1629–1706  |                                                           |
| 1707–1713 | Jonas Laurenius            | 1666–1713  |                                                           |
| 1714–1746 | Olavus Tempelman           | 1669–1746  |                                                           |
| 1748–1751 | Henric Lindgren            | 1693–1751  |                                                           |
| 1754–1759 | Anders Kullander           | 1703–1759  |                                                           |
| 1761-1790 | Johan Stenvall             | 1711-1790  | Kontraktsprost.                                           |
| 1791–1817 | Per Lundborg               | 1738–1817  | Prost.                                                    |
| 1820–1831 | Johan Lundborg             | 1773–1831  | Prost.                                                    |
| 1835–1842 | Carl Johan Een             | 1792–1842  |                                                           |
| 1845–1870 | Johan Christoffer Flodman  | 1794–1870  | Prost.                                                    |
| 1872–1876 | Per Ulander                | 1808–1876  |                                                           |
| 1880–1897 | Nils Gustaf Lidrén         | 1819–1897  | Kontraktsprost.                                           |
| 1898–1916 | August Petré               | 1840–1916  |                                                           |

## Klockare och organister
| Ämbetstid    | Namn                      | Levnadstid   | Kommentarer                       |
| ------------ | ------------------------- | ------------ | --------------------------------- |
|              | Måns Svensson             | –1705        | Klockare                          |
| ca 1721–1739 | Lars Börjesson            | ca 1694–1739 | Klockare                          |
| 1717         | Petter Andersson          |              | Organist                          |
| 1739–1750    | Petter Andersson Dahlgren | ca 1704–175? | Klockare och organist             |
| 1752–1753    | Pehr Nilsson              |              | Organist                          |
| 1756–1784    | Petter Bäckstrand         | ca 1725–1784 | Klockare och organist             |
| 1784–1805    | Sven Blomberg             | 1762–1807    | Klockare och organist             |
| 1817–1822    | Samuel Sjöstrand          | 1777–1829    | Klockare och organist             |
| 1822–1840    | Nils Styrlander d.y.      | 1794–1857    | Klockare och organist             |
| 1841–1844    | Nils Olof Hultgren        | 1815–        | Klockare och organist             |
| 1845–1871    | Claes Liljeqvist          | 1821–1871    | Klockare, organist och skollärare |
| 1873–1913    | Carl Johan Göransson      | 1849–1913    | Organist och folkskollärare       |
| 1914–1952    | Erik Olsson               | 1890–1952    | Kantor och skollärare             |